# Philippe Montanier
Philippe Montanier (Vernon, 15 novembre 1964) è un allenatore di calcio ed ex calciatore francese, di ruolo portiere.

## Carriera

### Giocatore
Cresciuto nel Caen, ha debuttato con la squadra in Ligue 2 nel 1987-1988, ottenendo la promozione in Ligue 1 nella quale gioca per le successive due stagioni.
Dopo un anno al Nantes, ancora in prima serie, gioca per altre tre stagioni con il Caen in Ligue 1.
In seguito gioca per tre stagioni nel Tolosa e due al Gueugnon, in Ligue 2.
Chiude la carriera al Saint-Étienne nel 1999-2000, in Ligue 1.

### Allenatore
Divenuto allenatore, ha allenato per cinque stagioni consecutive il Boulogne, portandolo dalla quarta alla seconda serie.
Dal 2009 al 2011 è stato il tecnico del Valenciennes, mentre il 4 giugno 2011 si trasferisce in Spagna firmando un contratto biennale con la Real Sociedad. Il 21 maggio 2013 la Real Sociedad annuncia che ha rifiutato la proposta di rinnovo lasciando dunque la squadra; lo stesso giorno viene ufficializzato il suo ingaggio da parte del Rennes.
Il 20 gennaio 2016 dopo l'eliminazione dalla Coppa di Francia da parte di una compagine di Ligue 2 viene esonerato.
Il 27 giugno 2016, viene scelto come nuovo allenatore del Nottingham Forest, firmando un contratto di due anni con la società inglese. Viene esonerato il 14 gennaio 2017, dopo un periodo negativo per la squadra inglese.
Dopo essere stato ingaggiato dal Tolosa, ottiene con i biancomalva la promozione in Liga 1 e il primo trofeo, ovvero la Coppa di Francia, lasciando il club francese nel giugno 2023.

## Palmarès

### Giocatore
- Coppa di Borgogna: 1

Gueugnon: 1997-1998

### Allenatore
- Championnat National 2: 1

Boulogne: 2004-2005
- Ligue 2: 1

Tolosa: 2021-2022
- Coppa di Francia: 1

Tolosa: 2022-2023